# Neoperla cavalerieri
Neoperla cavalerieri är en bäcksländeart som först beskrevs av Navás 1922.  Neoperla cavalerieri ingår i släktet Neoperla och familjen jättebäcksländor. Inga underarter finns listade i Catalogue of Life.